# Mennesker imellem
|  | Denne artikel er oprettet af botten Steenthbot ud fra en ekstern database. Den kan derfor have sproglige fejl eller mangler. Denne skabelon kan fjernes efter kontrol af indholdet. |

Mennesker imellem er en dansk eksperimentalfilm fra 1975 instrueret af Bent Barfod og efter manuskript af Elsa Gress og Bent Barfod.

## Handling
Et causerende billedigt, der i eksperimenterende form - en blanding af realfilm og animation på baggrund af skiftende collager - fortæller om signaler, der ikke forstås mennesker imellem, i en fremmedgjort verden fremmedgjorte mennesker imellem.